# Wonderland Lisboa
A Wonderland Lisboa é um mercado de Natal gratuito realizado anualmente em Lisboa, Portugal. A sua primeira edição realizou-se em 2016, tendo se tornado numa tradição da capital portuguesa durante os meses de dezembro e inícios de janeiro.

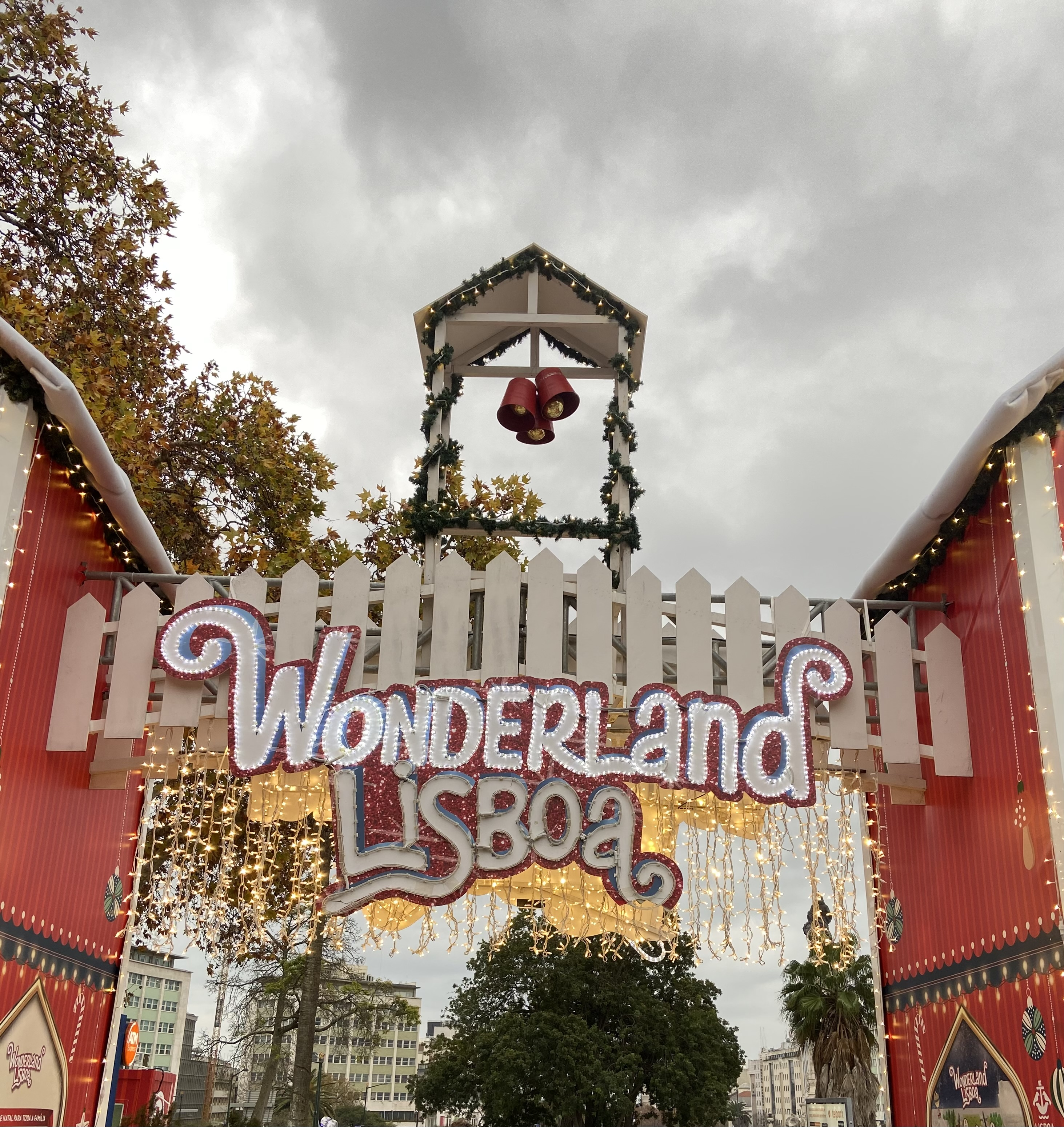
Entrada da Wonderland Lisboa

É uma iniciativa apoiada pela Câmara Municipal de Lisboa patrocinada pelos Jogos Santa Casa e produzida pela estação televisiva TVI.
O mercado estende-se habitualmente ao longo do parque Eduardo VII, num espaço aberto com mais de dez mil metros quadrados de área. É decorado e iluminado com várias luzes e enfeites próprios da época natalícia.
Oferece um conjunto de atrações, diversões, barraquinhas e pequenos quiosques, onde é possível a venda e compra de presentes para o Natal, bem como de gastronomia portuguesa.

## Características
O recinto está dividido em várias áreas.

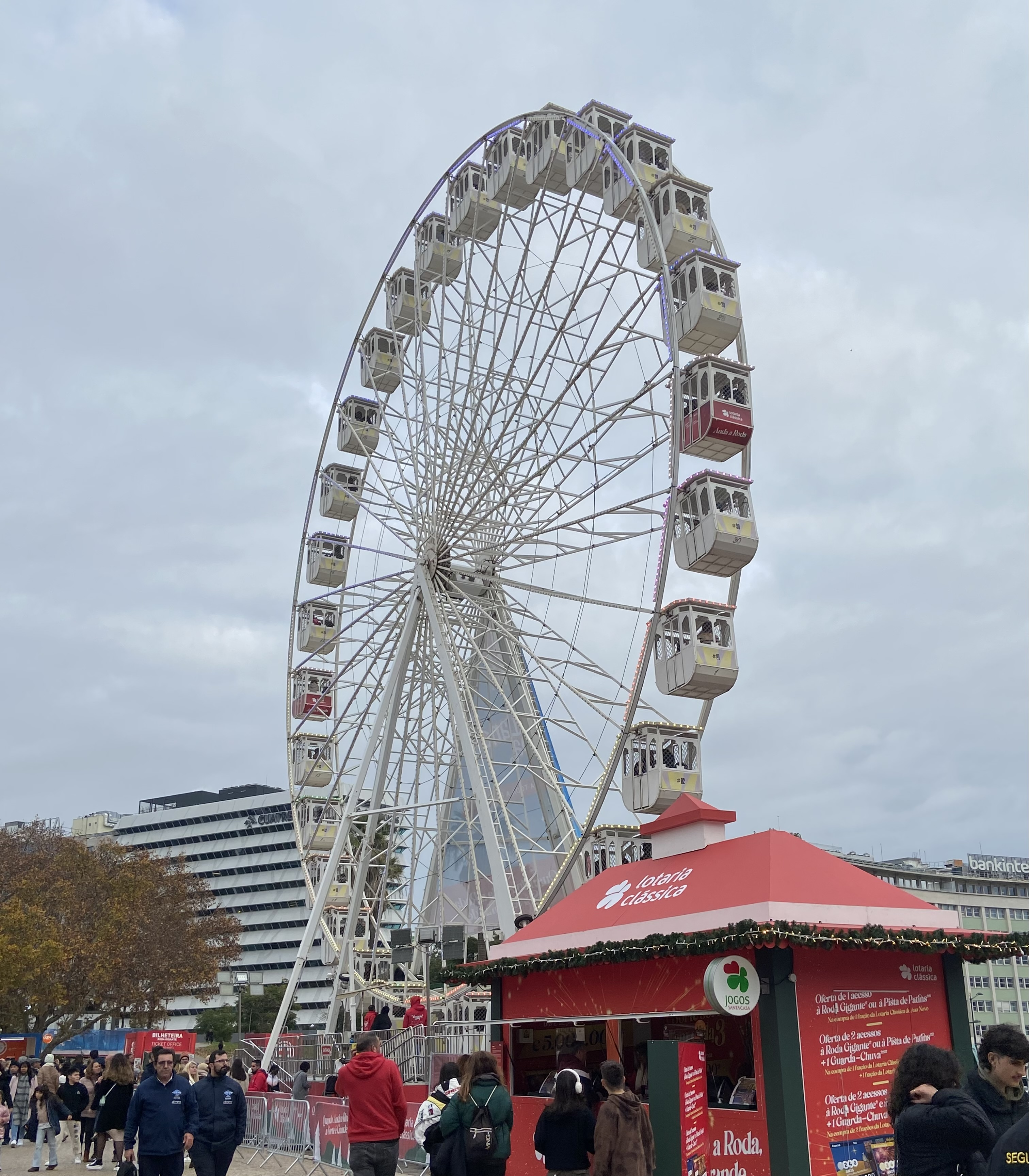
Roda Gigante

Existem várias barraquinhas com artesanato, enfeites, bijuteria, peças de moda e vários produtos de diferentes localidades.
No parque, existem diversos espaços de diversão: uma pista de gelo, com 800 metros quadrados de área e com capacidade para 120 pessoas em simultâneo; uma roda gigante, com 26 metros de altura; um comboio de Natal; trampolins; um carrossel; uma mini-roda; um parque infantil; uma pista de carrinhos; a Aldeia dos Afetos e a casa do Pai Natal, onde se podem tirar fotografias.

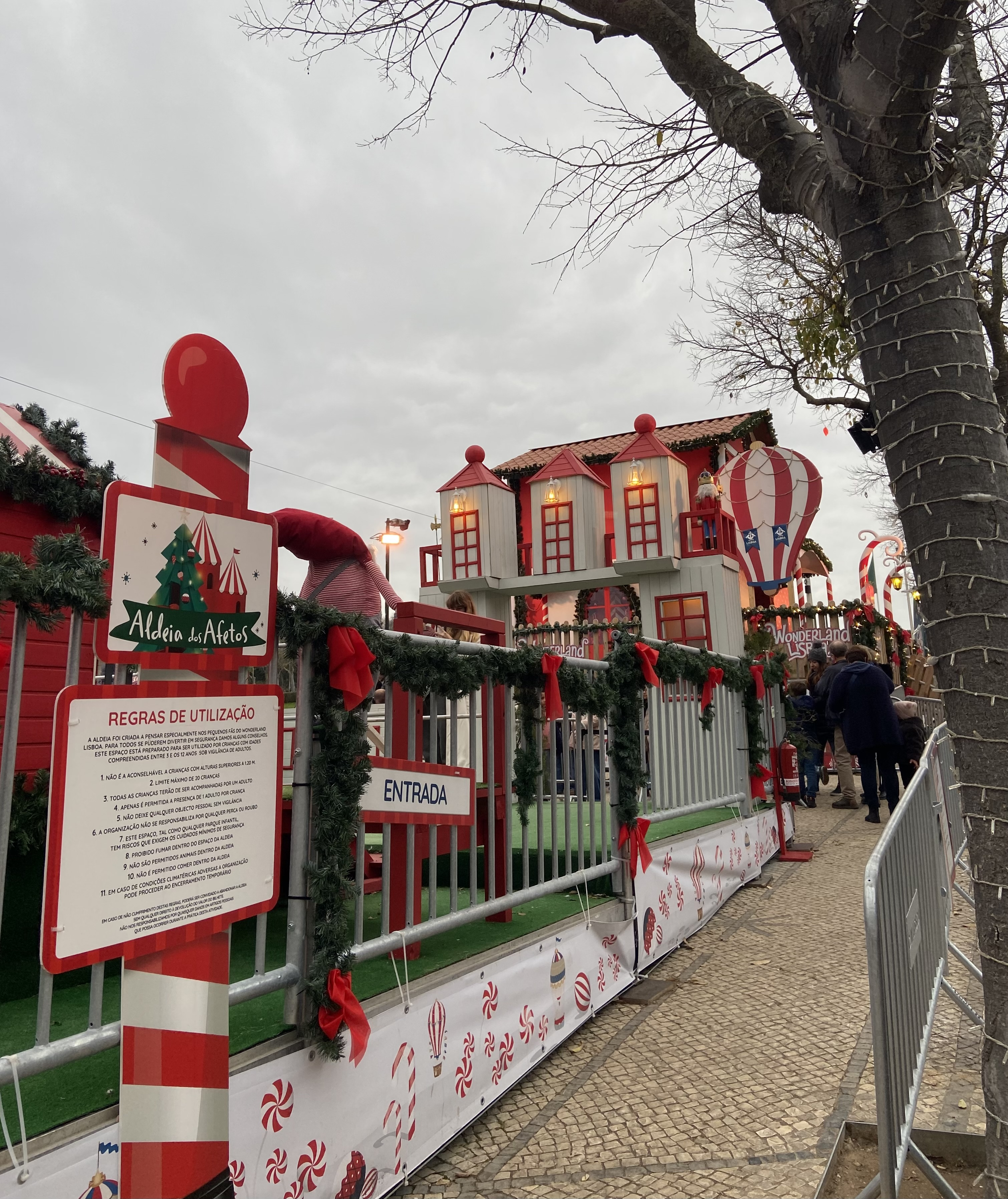
Aldeia dos Afetos

Há, ainda, espaços destinados à gastronomia, onde é possível ter acesso a variadas refeições, produtos e sobremesas.
Num outro espaço, encontra-se também um palco onde se realizam concertos e espetáculos, e que, muitas vezes, são transmitidos, diretamente para a televisão através da TVI e no programa Somos Portugal.
Existe ainda uma árvore de Natal gigante, com cerca de 19 metros de altura, e diversas decorações.